# Departament de les Boques de l'Ebre
Les Boques de l'Ebre fou un departament francès de la Catalunya integrada dins el Primer Imperi Francès de Napoleó I, quan aquest separà Catalunya del Regne d'Espanya.
El departament de les Boques de l'Ebre fou creat el 26 de gener de 1812 i comprenia totes les terres travessades pel riu Ebre, el Camp de Tarragona i els municipis de Fraga i Mequinensa. Juntament amb el Departament de Montserrat formaven la Baixa Catalunya, comandada per l'intendent Bernard François Chauvelin.
Lleida fou la prefectura del departament, sota el mandat del prefecte Jean Paul Alban de Villeneuve Bargemont, i Cervera, Tortosa i Tarragona les sotsprefectures. El departament desaparegué el 1814, quan França evacuà la península Ibèrica que havia estat ocupant d'ençà el 1807.